# CFA Institute

Tiene un símbolo interesante. Parecido/Similar a la ciencia

El Instituto CFA es una asociación global de profesionales en inversión.
La organización ofrece las certificaciones y designaciones como Analista Financiero Certificado (o Chartered Financial Analyst en inglés), el Certificado de Medición del Rendimiento de Inversiones (o CIPM por sus siglas en inglés); así como el Certificado de Inversión Claritas. También provee educación continua a través de conferencias, seminarios, transmisiones web y publicaciones para que sus miembros, y otros participantes, estén actualizados sobre el desarrollo de la industria de la inversión. El Instituto CFA también supervisa el Reto de Investigación del Instituto CFA para estudiantes universitarios, así como la Fundación de Investigación del Instituto CFA.
El Instituto CFA cuenta con oficinas localizadas en Nueva York, Londres, Hong Kong y Charlottesville.

## Historia
En 1947, cuatro sociedades de análisis financiero -Boston, Chicago, Nueva York y Filadelfia- trabajaron en conjunto con el propósito de promover el intercambio de ideas y el apoyo al bienestar de la profesión de los analistas financieros. En 1962, estas sociedades crearon las designaciones de Chartered Financial Analyst y establecieron un código de conducta para los miembros de la misma. En 1963, la profesión fue formalizada cuando 284 candidatos realizaron el primer examen, y se otorgaron 268 certificados de designación En 2004, la Asociación para la Administración e Investigación de la Inversión votó para cambiar su nombre a "Instituto CFA".
En 2004, la Investment Management and Research Association votó a favor de cambiar su nombre por el de CFA Institute.
En febrero de 2019, El Departamento de Justicia de Estados Unidosanunció que multaría al CFA Institute con más de 320.000 dólares por discriminar a trabajadores estadounidenses cualificados en la contratación de trabajadores extranjeros temporales en el marco del programa de visados H-1B.
Ante la pandemia del COVID-19, el CFA Institute canceló la mayoría de los exámenes en todo el mundo debido a la escasez de salas de examen en 2020. A partir de 2021, todos los exámenes se cambiaron a pruebas por ordenadorpara los tres niveles del programa CFA.
En marzo de 2021, CFA Institute lanzó el Certificate in ESG Investing debido a la creciente importancia de los factores medioambientales, de gobierno social y de gobierno corporativo(ESG) en la inversión socialmente responsable. Los temas CFA ESG incluyen la historia y la situación actual de las finanzas sostenibles.
El CFA Institute está organizado como una organización sin ánimo de lucro en virtud de la Ley de Sociedades sin Acciones de Virginia (Virginia Non-Stock Owning Corporations Act).
Desde su primera aplicación de exámenes, el Instituto ha otorgado más de 120,000 designaciones. El Instituto CFA tiene más de 110,00 miembros en más de 140 países, así como 137 sociedades miembros en 60 países.

## Sociedades miembros
Las sociedades miembros más grandes del Instituto CFA incluyen:
- Nueva York: Alrededor de 8,500 miembros
- Toronto: Alrededor de 7,500 miembros
- Reino Unido: Alrededor de 8,000 miembros
- Hong Kong: Alrededor de 5,000 miembros
- Boston: Alrededor de 5,000 miembros
- Chicago: Alrededor de 3,500 miembros
- San Francisco: Alrededor de 3,500 miembros
- Singapur: Alrededor de 2,500 miembros

Florida es el lugar con más sociedades miembros (seis), seguido por California y Ohio, con cinco cada una. La sociedad miembro más antigua fue fundada en 1925, en Chicago.
Mientras que la sociedad miembro más reciente fue Nigeria, admitida en agosto de 2012.